# Henri Delporte
Henri Delporte (* 5. März 1920 in Tourcoing; † 13. Mai 2002 in Lézigneux) war ein französischer Prähistoriker. Er war Direktor des Musée des antiquités nationales in Saint-Germain-en-Laye.

## Leben
Henri Delporte wurde in eine Kleinhändlerfamilie geboren. Sein Studium, das ihn zum Lehrer für Geschichte und Geographie in Arras machen sollte, wurde durch den Zweiten Weltkrieg und seine Tätigkeit in der Résistance unterbrochen. Nach dem Krieg unterrichtete er in Arras, später in Montbrison.
Seine archäologischen Fertigkeiten erlangte er bei Grabungen insbesondere unter Leitung von Louis-René Nougier. Von 1951 bis 1954, dann erneut 1962 grub er in Châtelperron in der Grotte des Fées. Diese Grabungen brachten klare Erkenntnisse zur Abgrenzung zwischen Mittelpaläolithikum und Jungpaläolithikum, zwischen späten Neandertalern und frühen Cro-Magnon-Menschen. Delporte widmete eine Reihe seiner Publikationen den jungpaläolithischen Figurinen, die als Venusfigurinen bezeichnet werden, nachdem er durch die Entdeckung der Venus von Tursac in ganz Frankreich bekannt geworden war (sie befindet sich bis heute im Museum, das Delporte später leitete). Diese Entdeckung veränderte sein Leben.
Ab 1960 arbeitete er im Centre national de la recherche scientifique und wurde Mitglied der Société préhistorique française. Auch machte er zahlreiche Arbeiten der osteuropäischen Wissenschaftler zu diesem Themenkreis durch seine Publikationen bekannt.
1965 bis 1976 war er Direktor der Antiquités préhistoriques der Auvergne und des Limousin. 1966 wurde er Konservator am Musée des antiquités nationales. 1968 bis 1975 leitete er die Grabungen am Abri von La Ferrassie an der Dordogne, womit er die Arbeiten von Denis Peyrony und Louis Capitan der Jahre 1896 bis 1929 wiederaufnahm. Dann grub er in Brassempouy im Département Landes. Auf ihn geht das Konzept des Gravettien zurück.
Ab 1984 Museumsdirektor wurde er bereits ein Jahr später zum Inspecteur général der Museen Frankreichs ernannt, eine Position, die er bis 1987 innehatte. Henri Delporte starb 2002 in Lézigneux, wo seine Ehefrau ein Mädchengymnasium leitete.

## Veröffentlichungen (Auswahl)
- Le Périgordien. In: Bulletin de la Société préhistorique française 51 (1954), ISSN 0037-9514, S. 44–48.
- Les origines du Leptolithique européen, in: Gerhard Bersu (Hrsg.): Bericht über den V. Internationalen Kongress für Vor- und Frühgeschichte Hamburg. Vom 24. bis 30. August 1958, Mann, Berlin 1961, S. 235–241.
- Le gisement paléolithique de la Rochette (commune de Saint-Léon-sur-Vézère, Dordogne). In: Le gisement paléolithique de La Rochette (commune de Saint-Léon-sur-Vézère, Dordogne), in: Gallia préhistoire 5 (1962) ISSN 0016-4127, S. 1–22.
- mit Roger David: L'évolution des industries moustériennes à La Rochette, Commune de Saint-Léon-sur-Vézère (Dordogne), in: Bulletin de la Société préhistorique française. Études et travaux 62,1 (1965), ZDB-ID 441320-9, S. 48–62.
- Le Paléolithique dans le Massif Central. I. – Le Magdalénien des vallées supérieures de la Loire et de l'Allier. In: Bulletin de la Société préhistorique française. Études et travaux. Bd. 63, Nr. 1, 1966, S. 181–207.
- mit Alain Tuffreau: Les industries du Périgordien supérieur de La Ferrassie. In: Quartär. Bd. 23/24, 1972/1973, ISSN 0375-7471, S. 93–123.
- mit Lucette Mons: Omoplate décorée du Mas d'Azil (Ariège). In: Antiquités Nationales. 7, 1975, ISSN 0997-0576, S. 14–23.
- mit Lucette Mons: État des travaux sur les pointes en os magdaléniennes. In: Henriette Camps-Fabrer (Hrsg.): Méthodologie appliquée à l’industrie de l’os préhistorique. 2e colloque international sur l’industrie de l’os dans la préhistoire, Abbaye de Sénanque (Vaucluse), 9–12 juin 1976 (= Colloques internationaux du Centre National de la Recherche Scientifique. 568). Éditions du Centre National de la Recherche Scientifique, Paris 1977, ISBN 2-222-02057-3, S. 161–176.
- L'image de la femme dans l'art préhistorique. Éditions Picard, Paris 1979, ISBN 2-7084-0034-7 (Nouvelle édition augmentée. ebenda 1993, ISBN 2-7084-0440-7).
- L'Objet d'art préhistorique (= Album (Réunion des musées nationaux). 1). Editions de la Réunion des musées nationaux, Paris 1981, ISBN 2-7118-0188-8.
- als Herausgeber: Le grand abri de la Ferrassie. Fouilles 1968–1973 (= Études quaternaires. Géologie, paléontologie, préhistoire. Mémoire. 7). Éditions du Laboratoire de paléontologie humaine et de préhistorie, Paris 1984, ISBN 2-85399-034-6.
- L'image des animaux dans l'art préhistorique. Éditions Picard, Paris 1990, ISBN 2-7084-0404-0 (Auch: ebenda 2000, ISBN 2-7084-0608-6).
- La séquence aurignacienne et périgordienne sur la base des travaux récents réalisés en Périgord. In: Bulletin de la Société préhistorique française. Bd. 88, Nr. 8, 1991, S. 243–256.
- Les Aurignaciens. Premiers hommes modernes. Histoire de la France préhistorique. De – 40000 à – 25000 ans (= Histoire de la France préhistorique. 1997). Maison des Roches, Paris 1997, ISBN 2-912691-01-X.